# ارنی گدزبی
ارنی گدزبی (انگلیسی: Ernie Gadsby; ۲۱ june ۱۸۸۴ – ۱۹۶۳ (۷۸−۷۹ سال)) بازیکن فوتبال بود.
از باشگاه‌هایی که در آن بازی کرده‌است می‌توان به باشگاه فوتبال وورکساپ تاون اشاره کرد.